# Papeški konklave (2025)
7. maj 2025 je bil sklican papeški konklave za izvolitev novega papeža, ki bo kot 267. papež nasledil Frančiška, ki je umrl 21. aprila 2025. Konklava v Sikstinski kapeli Apostolske palače v Vatikanu se udeležuje 133 od 135 kardinalov elektorjev. 8. maja je bil v popoldanskem terminu izvoljen novi papež, kar je ob 18.09 naznanil bel dim iz dimnika na strehi Sikstinske kapele. Kot novi papež je bil izvoljen Robert Francis Prevost, ki si je za papeško ime izbral Leon XIV. ter je prvi ameriški papež. 

## Postopek izvolitve papeža
V skladu z apostolsko konstitucijo Universi Dominici gregis, ki jo je izdal Janez Pavel II. leta 1996, in spremenil Benedikt XVI.  leta 2013 z motu proprio Normas nonnullas, se morajo kardinali zbrati v roku 15 dni od dneva izpraznitve apostolskega sedeža. Kardinali imajo diskrecijsko pravico, da lahko konklave začnejo tudi prej, če so vsi elektorji prisotni, ali pa pozneje, če za to obstajajo resni razlogi, vendar ne kasneje kot 20 dni po izpraznitvi apostolskega sedeža. 
Na 5. splošni kongregaciji kardinalov v Vatikanu 28. aprila 2025 je kardinalski zbor odločil, da se bo konklave začel 7. maja 2025.

### Kardinali elektorji
| Veljavni volilci na dan 21. aprila 2025 |     |
| Italija                                 | 17  |
| Ostala Evropa                           | 36  |
| Azija                                   | 23  |
| Severna Amerika                         | 20  |
| Južna Amerika                           | 17  |
| Afrika                                  | 18  |
| Oceanija                                | 4   |
| Skupaj volilcev                         | 135 |

V konklavu lahko sodelujejo kardinali, ki na dan izpraznitve apostolskega sedeža še niso dopolnili 80 let. Od 21. aprila 2025 je 252 kardinalov, od katerih jih je 135 mlajših od 80 let in s tem elektorjev. Od 135 elektorjev jih je 108 (80 %) imenoval Frančišek.
Od leta 1975, ko sta bila razglašena Romano Pontifici eligendo  in Universi Dominici gregis, je maksimalno število kardinalov elektorjev 120. Konklave leta 2025 bo prvi konklave, na katerem ima pravico sodelovati več kot 120 elektorjev. Ne glede na to pa ima vsak kardinal elektor pravico sodelovati v konklavu, če se tej pravici ni odpovedal. Večinsko stališče kanonskih pravnikov glede tega vprašanja je, da je papež sam z imenovanjem višjega števila kardinalov naredil izjemo od tega pravila. Splošna kongregacija kardinalov je to potrdila 30. aprila 2025 in sporočila, da lahko vsi kardinali elektorju glasyjejo v konklavu. 
Kardinali elektorji lahko za papeža izvolijo kateregakoli krščenega moškega katolika, vendar so od leta 1389 vedno izvolili kardinala. 
Pred konklavom se je postavilo tudi vprašanje sodelovanja kardinala Giovannija Angela Becciuja, ki se je zaradi finančnega škandala, zaradi katerega je bil obsojen pred cerkvenim sodiščem, odpovedal pravicam in dolžnostim, ki izhajajo iz naziva kardinala. 29. aprila 2025 je sporočil, da bo spoštoval željo Frančiška in ne bo sodeloval v konklavu. 
Zaradi zdravstvenih težav se konklava ne udeležujeta tudi kardinal Antonio Cañizares Llovera iz Španije in John Njue iz Kenije.
Končno število kardinalov elektorju v konklavu 2025 je tako 133. 

## Papabili
Mediji so prepoznali več kardinalov, ki bi lahko bili izvoljeni za papeža – papabili – med njimi se omenjajo:
| Kardinal                 | Država    | Imenovan za kardinala | Red               | Funkcije |
| ------------------------ | --------- | --------------------- | ----------------- | --- |
| Jean-Marc Aveline        | Francija  | 27. avgust 2022       | Kardinal duhovnik | - Nadškof Marseilla (2019-) - Kardinal duhovnik Santa Maria ai Monti (2022-) |
| Fridolin Ambongo Besungu | DR Kongo  | 5. oktoberfest 2019   | Kardinal duhovnik | - Nadškof Kinšase (2018-) - Kardinal duhovnik San Gabriele Arcangelo all'Acqua Traversa (2019-) - Podpredsednik Škofovske konference Demokratične republike Kongo (2016-) - Član Sveta kardinalov svetovalcev (2020-)                                                                        |
| Péter Erdő               | Madžarska | 21. oktober 2003      | Kardinal duhovnik | - Nadškof Esztergom-Budapest in primat Madžarske (2002-) - Kardinal duhovnik S. Maria Nuova (2003-) |
| Mario Grech              | Malta     | 28. november 2020     | Kardinal diakon   | - generalni sekretar Škofovske sinode (2020-) - Kardinal diakon Santi Cosma e Damiano (2020-) |
| Pietro Parolin           | Italija   | 22. februar 2014      | Kardinal škof     | - zaslužni državni tajnik (2013-2025) - kardinal škof Santi Simone e Giuda Taddeo a Torre Angela (2014-) - Član Sveta kardinalov svetovalcev (2014-) |
| Pierbattista Pizzaballa  | Italija   | 30. september 2023    | Kardinal duhovnik | - latinski patriarh Jeruzalema (2020-) - kardinal duhovnik Sant'Onofrio (2023-) |
| Robert Francis Prevost   | ZDA       | 30. september 2023    | Kardinal škof     | - prefekt Dikasterija za škofe (2023-) - kardinal škof Albana (2023-) - predsednik Papeške komisije za Latinsko Ameriko (2023-) |
| Robert Sarah             | Gvineja   | 20. november 2010     | Kardinal duhovnik | - zaslužni prefekt Kongregacije za bogoslužje in disciplino zakramentov (2014-2021) - kardinal duhovnik pro hac vice San Giovanni Bosco in Via Tuscolana (2021-) |
| Luis Antonio Tagle       | Filipini  | 24. november 2012     | Kardinal škof     | - zaslužni namestnik prefekta Sekcije za prvo evagelizacijo Dikasterija za evagelizacijo (2021-2025) - kardinal škof San Felice da Cantalice a Centocelle (2020-) - predsednik Meddikasterijske komisije za posvečene redovnike (2019-) - veliki kancler Papeške univerze Urbanijane (2019-) |
| Peter Turkson            | Gana      | 21. oktober 2003      | Kardinal duhovnik | - kancler Papeške akademije znanosti in Papeške akademije družbenih ved (2022-) - kardinal duhovnik San Liborio (2003-) |
| Matteo Zuppi             | Italija   | 5. oktober 2019       | Kardinal duhovnik | - nadškof Bologne (2015-) - kardinal duhovnik Sant'Egidio (2019-) - predsednik Škofovske konference Italije (2022-) |

## Glasovanja
| Glasovanje | Datum       | Ura   | Rezultat              |
| ---------- | ----------- | ----- | --------------------- |
| 1          | 7. maj 2025 | 21:00 | Papež ni bil izvoljen |
| 2          | 8. maj 2025 | 10:30 | Papež ni bil izvoljen |
| 3          | 8. maj 2025 | 12:00 | Papež ni bil izvoljen |
| 4          | 8. maj 2025 | 17:30 |                       |
| 5          | 8. maj 2025 | 19:00 |                       |

## Potek konklava

### 1. dan – 7. 5. 2025
7. maja 2025 se je začel konklave za izvolitev naslednika Frančiška. Ob 10. uri je v Baziliki sv. Petra v Vatikanu potekala maša pro eligendo Pontifice ("za izvolitev papeža"), ki jo je vodil dekan kardinalskega zbora kardinal Giovanni Battista Re, ki sicer ni elektor. 
Že pred začetkom konklava so 5. maja 2025 vsi člani podpornega in zdravstvenega osebja, člani Švicarske garde in drugi pomočniki v konklavu prisegli molčečnost. 
Ob 16.30 se je konklave uradno začel z molitvijo v Pavlinski kapeli Apostolske palače, po koncu katere so kardinali elektorji v procesiji vstopili v Sikstinsko kapel. Kardinali so po prihodu v kapelo v latinščini z roko na evangeliju prisegli molčečnost: »Et ego [forename] Cardinalis [surname], spondeo, voveo ac iuro. Sic me Deus adiuvet et haec Sancta Dei Evangelia, quae manu mea tango.« (In jaz [ime] kardinal [priimek] obljubim, zaobljubim se in prisežem. Naj mi torej pomaga Bog in ti sveti božji evangeliji, ki se jih dotikam z roko.)
Po prisegi kardinalov je papeški ceremoniar Diego Ravelli izdal ukaz »Extra omnes« vsem, ki niso kardinali elektorji, da zapustijo kapelo. Ob 17.46 je zaprl in zaklenil vrata Siktinske kapele. Sledila je pridiga papeškega pridigarja kardinala Raniera Cantalamesse.  
Prvi dan je potekal samo en krog glasovanja. Ob 21. uri se je iz dimnika Sikstinske kapele pokadil črn dim, ki je naznanil, da je bilo glasovanje neuspešno in papež ni bil izvoljen. 

### 2. dan – 8. 5. 2025
2. dan konklava se je začel z dvema zaporednima glasovanjema ob 10.30 in 12.00. Ob 12. uri se je iz dimnika Sikstinske kapele pokadil črn dim, ki je naznanil, da sta bili obe glasovanji neuspešni in papež ni bil izvoljen. Tretje in četrto glasovanje sta bili predvideni ob 17.30 in 19.00. Ob 18.09 se je iz dimnika pokadil bel dim, ki je naznanil uspešno glasovanje. Za 267. papeža je bil izvoljen ameriški kardinal Robert Francis Prevost, ki si je nadel papeško ime Leon XIV.  